# Andst Kirke
Andst Kirke er en sognekirke beliggende ca. seks kilometer øst for Vejen.
Kirken ligger højt på en bakke midt i landsbyen Store Andst. Den er en stor granitkvaderstensbygning, formodentlig fra de sidste årtier af 1100-tallet. I senmiddelalderen er der tilføjet våbenhus, og i 1592 opførtes tårnet med det ejendommelige løgspir. Det var dengang et styltetårn, som havde åbninger i underetagen. Disse blev muret til engang i 16- eller 1700-tallet, men på tårnets nordside ses endnu spor efter tilmuringen. Mange træk ved den tidlige bygning peger hen mod Ribe Domkirke som et forbillede.
Kirkens apsis er speciel ved sin usædvanligt stærke runding, der udgør mere end halvdelen af en cirkel.
Skibet har i nordsiden bevaret sine oprindelige små, romanske vinduer. Skibets meget smukke sydportal er opbygget af fire søjler, der bærer en tympanon med relief af Kristus mellem Peter og Paulus.
Andst var gennem århundreder en fast station for de rejsende mellem Kolding og Ribe. I 1588 foretog Frederik 2. rejsen og rastede i præstegården. Han gav ordre til sin lensmand på Koldinghus, Caspar Markdanner, om at udstyre Andst Kirke med et tårn. Det blev bygget i 1592 og er forsynet med et løgformet lanternespir.
Loftet i kor og skib er et fladt kassetteloft dekoreret med nedhængende vindrueklaser. Det er opsat i 1605 og senere fornyet i sin oprindelige skikkelse.
Der er fundet romanske kalkmalerier fra kirkens opførelsestid, men desværre har deres tilstand været så ringe, at de igen er blevet overkalket.
I det murede alterbord fandtes i 1844 en relikvieæske af bly indeholdende bl.a. et stykke ben.
Den trefløjede altertavle er et meget spændende værk. Den er fremstillet omkring 1510 og består af et midtskab med en yderst levende og figurrig fremstilling af korsfæstelsen samt to hængslede fløje med de tolv apostle. Umiddelbart under tavlen er anbragt figurer af seks personer, som har været en del af en såkaldt nødhjælpergruppe.
Den romanske døbefont er en såkaldt arkadefont med 10 felter som hver rummer en figur. Én af figurerne forestiller en struds, vist nok den tidligste danske fremstilling af denne fugl.
Den rigt udskårne prædikestol fra 1602 er udstyret med motiver fra Kristi barndom og ungdom.
I skibet er ophængt en tavle fra 1602 med latinsk tekst, som hylder kirkens tårnbygger og velgører lensmand Caspar Markdanner. Teksten er forfattet af præsten Jon Jensen Kolding, der i 1594 skrev den første kendte topografi over det danske rige.
I våbenhusets ydermur sidder en romansk gravsten, som er delt i to felter. I det øverste felt står en mand og en kvinde i kærlig omfavnelse og i det nederste felt en ko. Tolkningen er uklar, men det står fast, at stenhuggeren må være den samme som har udført sydportalen.

## Galleri
- Kirken set fra syd
- Romansk karmsten med relieffer indsat i våbenhusets murværk
- Tympanon ved sydportalen
- Skibet set mod øst
- Altertavlen
- Døbefonten

## Eksterne kilder og henvisninger
- Wikimedia Commons har flere filer relateret til Andst Kirke
- Andst Kirke Arkiveret 30. januar 2011 hos  Wayback Machine hos nordenskirker.dk
- Andst Kirke hos denstoredanske.dk
- Andst Kirke hos KortTilKirken.dk
- Andst Kirke i bogværket Danmarks Kirker (udg. af Nationalmuseet)